# Đorđe Lazić (jogador de polo aquático)
Đorđe Lazić (em sérvio:  Ђорђе Лазић; Belgrado, 19 de maio de 1996) é um jogador de polo aquático sérvio, campeão olímpico.

## Carreira
Lazić fez parte da equipe campeã olímpica pela Seleção Sérvia de Polo Aquático Masculino nos Jogos Olímpicos de Verão de 2020 em Tóquio, após derrotar a equipe grega por 13–10.